# Ryska fästningsverk i det autonoma Finland
De ryska fästningsverken i det autonoma Finland 1809 – 1917 bar på arvet efter det svenska försvaret mot Ryssland men i Gamla Finland också på arvet efter det ryska försvaret mot Sverige. Den nya uppgiften var dels att skydda den nya ryska västgränsen längs Bottniska viken, Ålands hav och norra Östersjön mot angrepp, dels att anpassa de fästningar som fortfarande behövdes och bygga nya anläggningar för en ny krigsteknik.

## Översikt

### Före Finska kriget

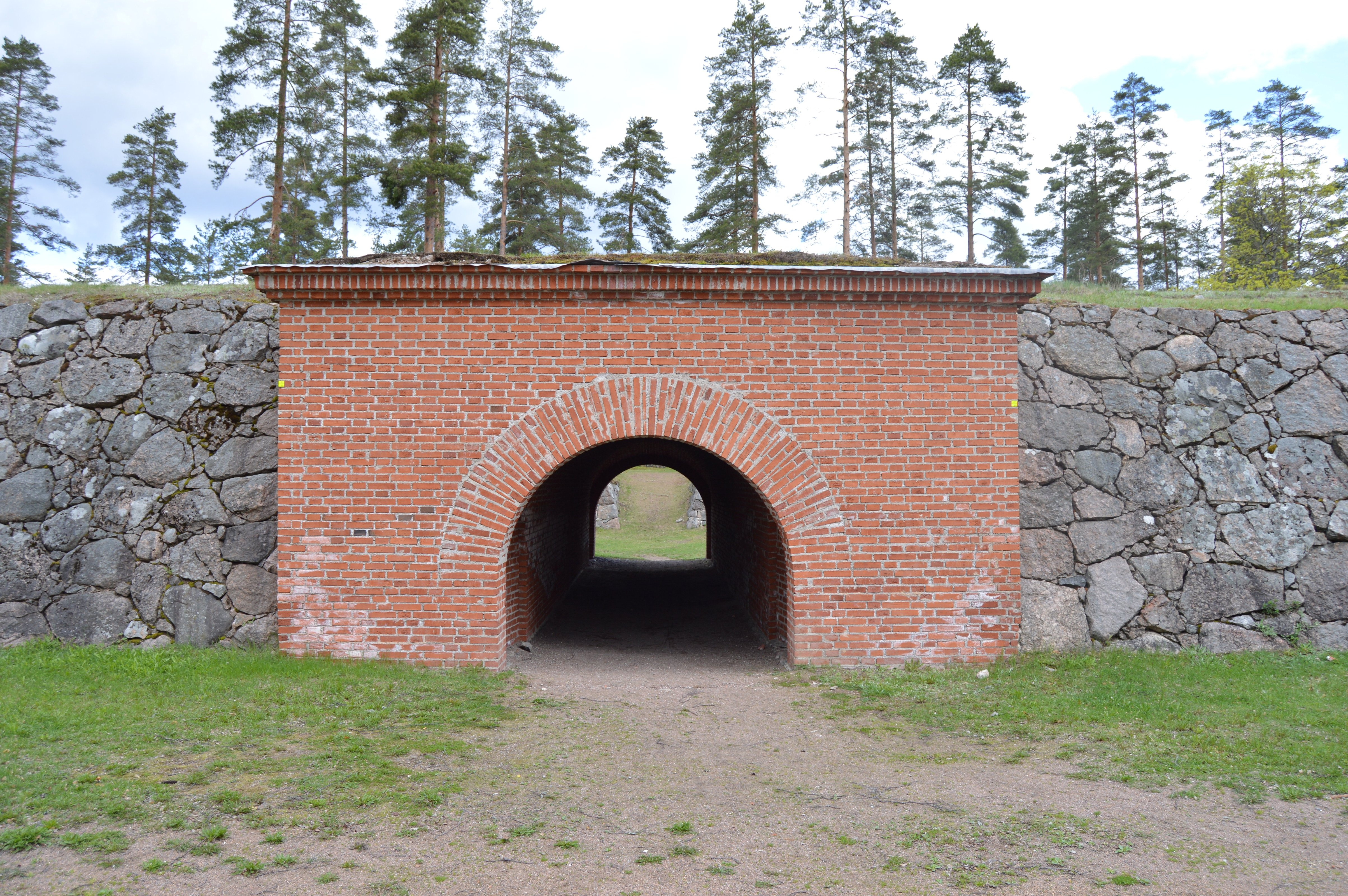
Porten till Davidstads fästning

Under tiden mellan Gustav III:s ryska krig och Finska kriget satsade Sverige mest på sjöfästningarna. Från 1793 till krigsutbrottet 1808 utvecklades Hangöbefästningarna  och redan under kriget förstärkte ryssarna deras skyttelinjer västerut. Sveaborg utanför Helsingfors byggdes ut ända fram till år 1791 främst på öarna Vargön och Gustavssvärd och var vid sidan av Stockholm huvudstation för Arméns flotta. Svartholms fästning utanför Lovisa ingick i samma befästningsplan som Sveaborg och hade i huvudsak färdigställts på 1760-talet. Tavastehus slott försågs redan på 1770-talet med nya ekonomibyggnader innanför bastionringen för att kunna tjäna som krigsmaktens spannmåls- och vapendepå.
Gamla Finlands försvar mot svenska anfall över Kymmene älv stödde sig på en plan som 1791 gjordes upp av general Aleksandr Suvorov. Tre fästningskedjor skulle skydda Sankt Petersburg. Den innersta gick från Kronstadt över Viborg. I Viborg var det inte slottet som användes utan de ryska befästningarna som låg på Tervaniemi väster om slottet och staden. Den andra linjen bestod av de år 1791 befintliga fästningarna i Fredrikshamn, Davidstad och  Villmanstrand. Den tredje från 1791 nybyggda linjen bestod av fästningarna Kärnäkoski och Järvitaipale i Savitaipale, Uttis och Liikkala i Kouvola. Tillsammans med de något äldre Kymmeneborg och Svensksund i Kotka utgjorde linjen ett starkt försvarsverk. De ryska fästningarbetena fortsatte också en tid efter kriget i Kymmeneborg och Fredrikshamn. I det senare uppfördes 1803 en mäktig kaponjärfront mot Kirkkojärvi norr om staden.

### Tiden före Krimkriget
Den snabba nedskärningen efter fredsslutet 1809 av de ryska trupperna i Finland fick sin motsvarighet i fästningsanläggningarna. År 1810 lades Fredrikshamn och Villmanstrand ned men man ville ännu skydda vallarna för bete. År 1826 bestämdes att fästningarna Kymmeneborg och Svensksund fick förfalla, av den senare bevarades dock sjöfästningen Fort Slava på ön Kukouri. Davidstad togs ur bruk redan 1803 och såldes på auktion 1829. Sveaborg förblev alltjämt huvudfästningen och ön Stora Svartö byggdes ut med försvarsverk, kaserner och en kyrka. Det nya som den ryska militärförvaltningen fick till stånd före Krimkriget var Bomarsunds fästning på Åland. Den planerades som en del av en storslagen fästningskedja som skulle nå till Archangelsk och bygget kom igång år 1832. Fästningsplanen var föråldrad från början och fästningen var långt ifrån färdigställd då den angreps 1854. Nedmonteringen av fästningsnätet fortsatte på 1830-talet. År 1835 överläts Fredrikshamns och Villmanstrands fästningar till respektive stad. Tavastehus byggdes om 1837 till att enbart vara ett fängelse. Kymmeneborg och Svensksund överläts till  finska staten år 1839. Samma år gjordes Svartholm till fängelse på samma sätt som de flesta gamla fästningar. Viborgs gamla slott skadades i en brand 1834 och var under större delen av 1800-talet en ruin. Fort Slava och Hangöfästningarna försummades under perioden. 

### Krimkriget och dess följder
Krimkrigets utbrott gav upphov till en politisk kris i Ryssland som märktes genom nya satsningar på fästningarna i Finland. I Hangö ökades besättningen till 1 200 man, Svartholms fästning fick en egen militär besättning, Fort Slavas trupper förstärktes i någon mån och Fredrikshamns och Villmanstrands vallar reparerades. I Fredrikshamn inrättades ett batteri på Tervasaari väster om staden. Större arbeten gjordes på Sveaborg där Skanslandet, Kungsholmen, Skatudden och Lappviken befästes. I slutet av kriget befästes även Drumsös sydspets. Under kriget led den bottniska kusten av härjningar på ett sätt som inte kunde förhindras. Den enda egentliga landstigningen av den brittisk-franska fienden ägde rum vid Bomarsund som sprängdes. I söder förstörde fienden helt och hållet Svartholm 1855, Fort Slava och Svensksund. Ryska trupper hade sprängt Hangöfästningarna 1854 medan fienden avslutade arbetet följande år. Kvar fanns bara Sveaborg och Viborg samt det föråldrade Fredrikshamn, som alla hade klarat sig relativt väl undan kontakterna med fienden.
Efter Krimkriget var huvudfästningen Sveaborg där nya arbeten kom i gång 1860 främst på Gustavssvärd och Skanslandet. En flera kilometer lång försvarslinje uppfördes på 20 år. De räfflade kanonrören hade då slagit igenom vilket revolutionerade fortifikationen. Stenmurarna ersattes med sandvallar, ammunitionskasematterna såg ut som sandkullar och formerna anpassade sig till terrängen. Det polska upproret 1863 satte fart på arbetena och ytterligare några öar i Viborgsviken befästes. Åland fick enligt fredsavtalet inte längre befästas och frånsett Sveaborg och Viborg lämnades den finska kusten obefäst. Batterier uppfördes i Anjala vid Kymmene älv och vid Tavastehus. Det rysk-turkiska kriget (1877–1878) och Afghanistankrisen 1885 fick fart på fästningarbetena i Finland inte bara på Sveaborg utan också vid Viborg, där stadens egna vallar hade överlåtits till stadens förvaltning 1869 men där man i öster på Batteribacken 1864-1877 och i väster vid Kivisillansalmi uppförde nya fästningsverk. 

### Vägen till första världskriget

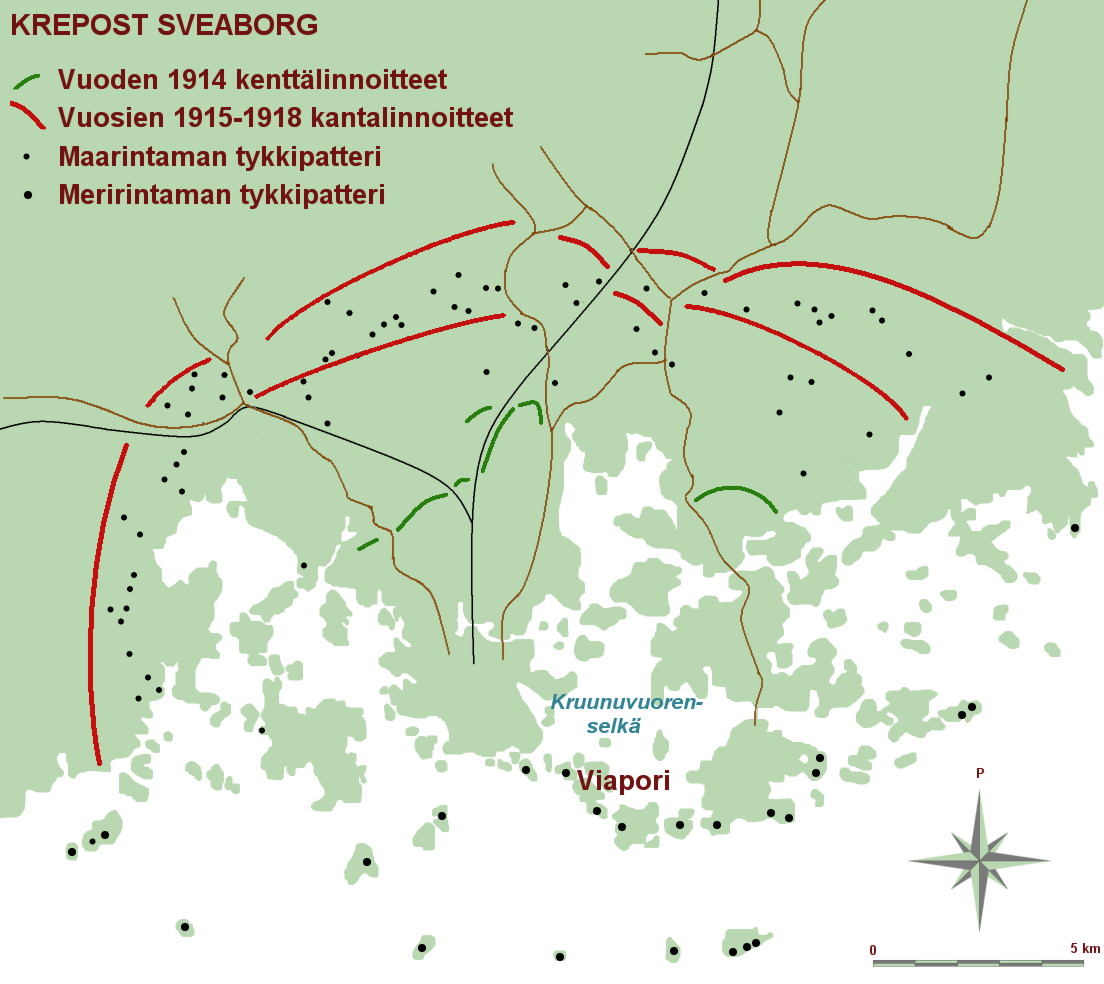
Karta över Sveaborg med landfästningar i slutet av den ryska tiden

Vapentekniken utvecklades snabbt så att vid 1900-talets ingång de muromgivna fästningarna hade blivit föråldrade. Satsningarna på nybyggen hade varit små och de gamla fästningsverken hade därtill förfallit. Tysklands upprustning och förlusten av den ryska Östersjö-flottan i det rysk-japanska kriget krävde nya satsningar för att skydda Petersburg. Först riktades intresset mot en försvarslinje vid Hogland men snart riktades intresset mot Finska vikens inlopp. Planeringen kom igång 1909 och under de följande åren färdigställdes planen som kallades Peter den stores sjöfästning och som skulle möjliggöra en stängning av hela Finska viken. Tyngdpunkten var visserligen på den estniska sidan men också den finska kusten avsågs ha ett starkt försvar. Sveaborg och Viborg var alltjämt tyngdpunkter och Sveaborgs ytterskär befästes. På olika sätt skulle vattnen spärras och en sådan spärr med tungt artilleri inrättades på Makilo utanför Porkala udde. Spärrens södra ände utgjordes av artilleripositionen på estniska Nargö. Andra satsningar av mindre betydelse gjordes på Porkala och öster om Hangö på Koön, Hästö-Busö och Jussarö. Vid Viborg uppfördes fästningsverk ända till öarna vid Björkö och längst mot Petersburg befästes också Ino i Nykyrka. År 1915 befästes ytterligare Åland, Åbo skärgård och Russarö utanför Hangö. Helsingfors befästes med fästningskedjor inåt land, först 6 km från staden, sedan 10 - 11 km från staden. Tillsammans med sjöfästningen kallades de Krepost Sveaborg. Viborg fick en liknande anläggning. 
Även inlandet i övrigt fick sina befästningslinjer som skulle skydda Petersburg mot en tysk landstigning via Finland. Den första linjen gick från Nurmes i Norra Karelen över Urdiala till Lojo i Västnyland. Den andra linjen gick från Eno i Norra Karelen över Joensuu och  Nyslott till S:t Michel där den delade sig, dels till Mäntyharju, Elimä och Kotka, dels till Kristina, Savitaipale, Luumäki, Ylämaa och Säkkijärvi. Den tredje linjen var avsedd att gå från Ihalanjoki vid Ladoga till Juustila (Villmanstrand) men endast sträckningen mellan Jäskis och Juustila stod färdig 1917.

### Webbkällor
- Museiverket: Byggda kulturmiljöer av riksintresse RKY

### Tyckta källor
- Ahto, S: Linnoitukset Suomessa autonomian aikana (Fästningsverk i det autonoma Finland), Venäläiset Suomessa 1809-1917, Finska historiska samfundet 1984, Historiallinen arkisto 83, Helsingfors, s. 181-187